# Пунтальяна
Пунтальяна (ісп. Puntallana) — муніципалітет в Іспанії, у складі автономної спільноти Канарські острови, у провінції Санта-Крус-де-Тенерифе, на острові Ла-Пальма. Населення — 2425 осіб (2010).
Муніципалітет розташований на відстані близько 1820 км на південний захід від Мадрида, 150 км на захід від Санта-Крус-де-Тенерифе.
На території муніципалітету розташовані такі населені пункти: (дані про населення за 2010 рік)
- Ла-Гальга: 548 осіб
- Ель-Гранель: 601 особа
- Пунтальяна: 366 осіб
- Санта-Лусія: 247 осіб
- Тенагуа: 563 особи
- Бахамар-ель-Пуебло: 48 осіб
- Мартін-Луїс: 4 особи
- Бахамар-Ла-Гальга: 2 особи
- Сьюдад-В'єха: 26 осіб
- Коста-Санта-Лусія: 17 осіб
- Льяно-Тенагуа: 3 особи

## Демографія
Динаміка населення (INE ):

## Галерея зображень

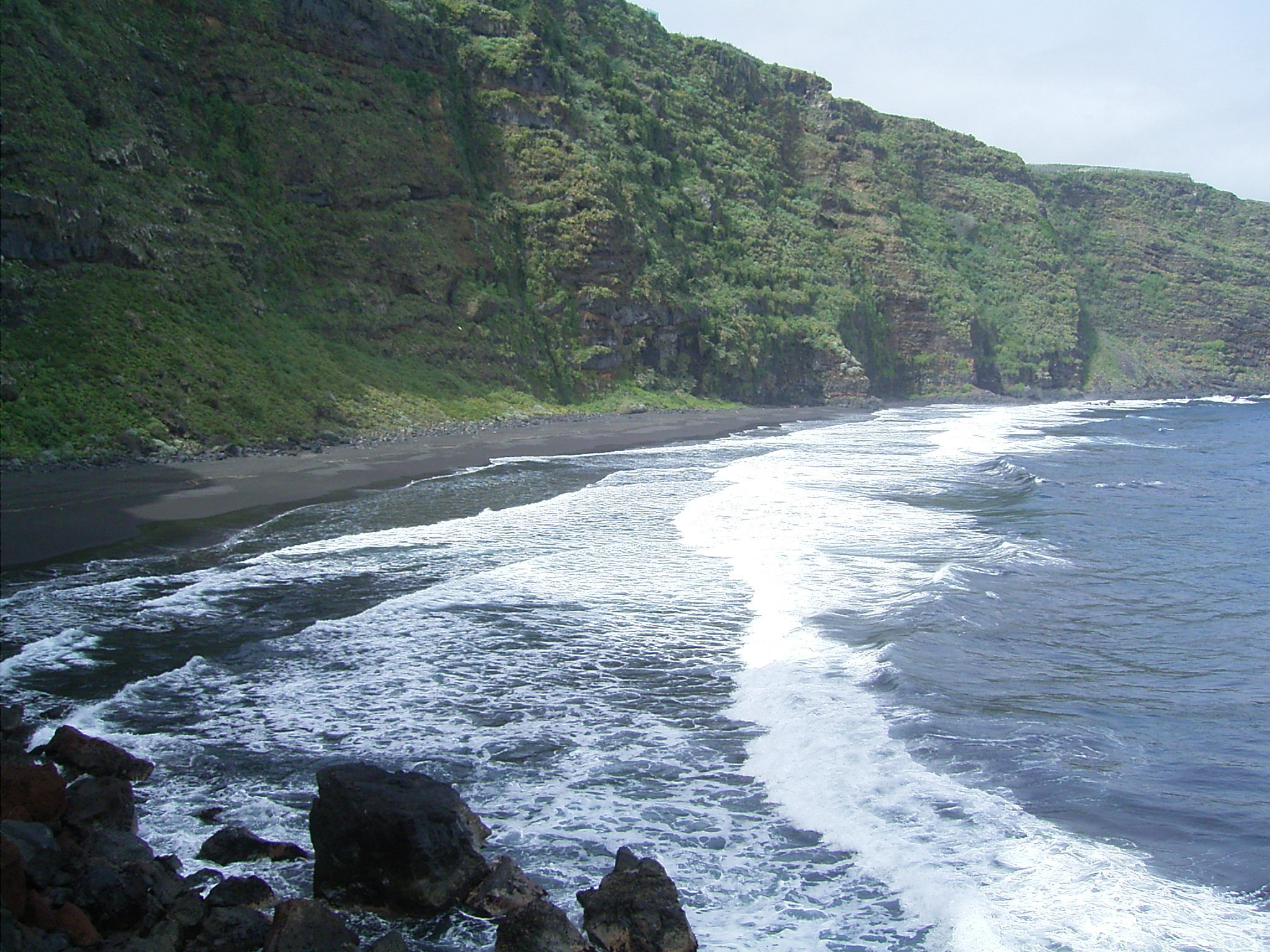
Пляж Ногалес